# AI 마크 IV 레이더
AI 마크 IV 레이더(Airborne Interception Mark IV)는 공대공 레이더의 첫 번째 운용 모델이다.

## 같이 보기
- 유럽 전구 (제2차 세계 대전)